# خلیفه کولیبالی
خلیفه کولیبالی (انگلیسی: Kalifa Coulibaly؛ زادهٔ ۲۱ اوت ۱۹۹۱) بازیکن فوتبال اهل مالی است که در پست مهاجم برای باشگاه کووییی-روئن متروپل و تیم ملی مالی بازی می‌کند.
از باشگاه‌هایی که در آن بازی کرده است می‌توان به باشگاه فوتبال خنت، باشگاه فوتبال رویال شارلوا، و باشگاه فوتبال نانت اشاره کرد.

## دوران باشگاهی
کولیبالی که در باماکو به دنیا آمد، قبل از امضای قراردادی چهار ساله با باشگاه فوتبال خنت در ژوئن ۲۰۱۵، فوتبال باشگاهی را برای رئال باماکو، پاریسن ژرمن بی و اسپورتینگ شارلروا آغاز کرد.
در ۱۸ اوت ۲۰۱۷، باشگاه فوتبال نانت خرید کولیبالی را با قراردادی پنج ساله اعلام کرد.
در ۲۹ اوت ۲۰۲۲، کولیبالی با باشگاه فوتبال ستاره سرخ بلگراد در صربستان تا پایان فصل قرارداد امضا کرد.

## دوران ملی
کولیبالی برای اولین بار در سال ۲۰۱۳ با پیراهن تیم ملی فوتبال مالی به میدان رفت. وی یکی از نفرات تیم ملی کشورش در مسابقات جام ملت‌های آفریقا ۲۰۱۷ بود.